# Lizard-Nunatak
Der Lizard-Nunatak (von englisch lizard = deutsch Eidechse) ist ein rund 800 m hoher Nunatak im Norden der westantarktischen Alexander-I.-Insel. Er ragt aus dem Nichols-Schneefeld auf.
Das UK Antarctic Place-Names Committee benannte ihn 1977 nach seiner Form und in Anlehnung an die Benennung des nordöstlich benachbarten Serpent-Nunataks (von englisch serpent = deutsch Schlange).